# Kenamu River
Der Kenamu River oder Tshenuamiu-shipu (aus der Innu-Sprache) ist ein etwa 185 km langer Zufluss des Lake Melville im Süden der Labrador-Halbinsel in der kanadischen Provinz Neufundland und Labrador.

## Flusslauf
Der Kenamu River bildet den Abfluss des 410 m hoch gelegenen Sees Mercier Lake, 50 km südsüdwestlich von Happy Valley-Goose Bay im Süden von Labrador. Er fließt anfangs 60 km in Richtung Südosten. Anschließend wendet er sich in Richtung Nordnordost und schließlich nach Norden. Bei Flusskilometer 90 überquert der Trans-Labrador Highway (Route 510) den Fluss. Der Kenamu River durchschneidet den äußersten Westen der Mealy Mountains, bevor er in das Südufer des Lake Melville mündet. Der Kenamu River entwässert ein Areal von 4403 km².

## Flussfauna
Im Kenamu River kommen folgende Fischarten vor: Atlantischer Lachs, Bachsaibling (anadrome und nicht-anadrome Form), Dreistachliger Stichling, Quappe, die Saugkarpfen-Arten Catostomus commersonii (white sucker) und Catostomus catostomus (longnose sucker), Heringsmaräne, Prosopium cylindraceum (round whitefish), Arktischer Stint und Atlantischer Stör.